# Magnetospirillum
Genre
Espèces de rang inférieur
- Magnetospirillum aberrantis
- Magnetospirillum bellicus
- Magnetospirillum gryphiswaldense
- Magnetospirillum magneticum
- Magnetospirillum magnetotacticum

Magnetospirillum est un genre de bactéries microaérophiles à Gram négatif de l'ordre des Rhodospirillales pourvues de magnétosomes, des organites leur permettant de s'orienter parallèlement aux lignes du champ magnétique terrestre à l'aide de nanocristaux de magnétite — phénomène de magnétotaxie. On trouve ces bactéries magnétotactiques dans de faibles courants d'eau douce, typiquement à l'interface oxique-anoxique au-dessus des sédiments, à une concentration d'oxygène dissous de l'ordre de 1 à 3 %. Les premières, Magnetospirillum magnetotacticum, ont été découvertes dans un étang par Blakemore en 1975.
Les cristaux de magnétite formés par biominéralisation sont chimiquement très purs et de taille homogène à la fois ni trop grande, de sorte qu'ils sont magnétisés avec un seul domaine de Weiss, ni trop petite, de sorte que leur magnétisation demeure stable et n'est pas affectée par des phénomènes de superparamagnétisme. 